# Oda Nobukane
Oda Nobukane (織田 信包?; 1548 – 22 agosto 1614) fu un samurai giapponese del periodo Sengoku appartenente al clan Oda della provincia di Owari, fratello minore di Oda Nobunaga.
Nobukane fu figlio di Oda Nobuhide. Attorno al 1569 fu adottato dalla famiglia Nagano della provincia di Ise. Si trovava al castello di Nagano nel 1582 quando suo fratello Nobunaga fu ucciso da Akechi Mitsuhide a Honnō-ji. 
Supportò successivamente Toyotomi Hideyoshi dove si distinse per la sua posizione. Perse i favori di Hideyoshi nel 1590 quando chiese a quest'ultimo clemenza per i capi del clan Hōjō dopo la sconfitta a Odawara nel 1590, quindi si rasò la testa e divenne monaco. Rientrò più tardi nelle grazie di Hideyoshi e ricevette un feudo nella provincia di Tanba dal valore di 60.000 koku.
Supportò Ishida Mitsunari durante la campagna di Sekigahara (1600), partecipando all'assedio di Tanabe. Morì nel 1614 di cause naturali. Viene ricordato anche come un pittore di talento.